# Ehingen (Donau)
Ehingen (Donau) är den största staden i Alb-Donau-Kreis i det tyska förbundslandet Baden-Württemberg. Kommunen består av ortsdelarna (tyska Ortsteile) Ehingen (Kernstadt), Altbierlingen, Altsteusslingen (tyska Altsteußlingen), Berg, Dächingen, Erbstetten, Frankenhofen, Gamerschwang, Granheim, Herbertshofen, Heufelden, Kirchbierlingen, Kirchen, Mundingen, Nasgenstadt, Risstissen (tyska Rißtissen), Schaiblishausen und Volkersheim. Folkmängden uppgår till cirka 27 500 invånare, på en yta av 178,37 kvadratkilometer.
Staden ingår i kommunalförbundet Ehingen (Donau) tillsammans med kommunerna Griesingen, Oberdischingen och Öpfingen.

## Befolkningsutveckling
| Befolkningsutvecklingen i Ehingen 1975–2015 | Befolkningsutvecklingen i Ehingen 1975–2015 | Befolkningsutvecklingen i Ehingen 1975–2015 | Befolkningsutvecklingen i Ehingen 1975–2015 | Befolkningsutvecklingen i Ehingen 1975–2015 |
| ------------------------------------------- | ------------------------------------------- | ------------------------------------------- | ------------------------------------------- | ------------------------------------------- |
|                                             |                                             |                                             |                                             |                                             |
| År                                          |                                             |                                             | Folkmängd                                   | Areal (ha)                                  |
| 1975                                        | 1975                                        |                                             | 21 600                                      | 17 837                                      |
| 1980                                        | 1980                                        |                                             | 21 988                                      | 17 835                                      |
| 1985                                        | 1985                                        |                                             | 21 652                                      | 17 836                                      |
| 1990                                        | 1990                                        |                                             | 23 568                                      |                                             |
| 1995                                        | 1995                                        |                                             | 24 666                                      |                                             |
| 2000                                        | 2000                                        |                                             | 25 091                                      | 17 838                                      |
| 2005                                        | 2005                                        |                                             | 26 017                                      |                                             |
| 2010                                        | 2010                                        |                                             | 25 670                                      | 17 837                                      |
| 2015                                        | 2015                                        |                                             | 25 503                                      |                                             |
|                                             |                                             |                                             |                                             |                                             |